# San Alfredo (Paraguay)
San Alfredo es una ciudad paraguaya ubicado en el departamento de Concepción, a 78 km de la capital departamental. Cuenta con una población de 2 385 habitantes según datos oficiales del censo paraguayo de 2022.

## Toponimia
Su nombre es motivo de confusión ya que la mayoría desconoce la existencia de un santo llamado "Alfredo", aunque existe no es debido a este el nombre, sino al presidente Alfredo Stroessner, quien recién había asumido la presidencia de la República del Paraguay en 1954.

## Historia
Según testimonios de antiguos pobladores, antes de la década de 1930, en el lugar en donde está asentada actualmente la ciudad, existían solamente establecimientos ganaderos pertenecientes al estado y otros privados.
Entre los años 1928 y 1930 llegaron los primeros pobladores a la actual San Alfredo, con la misión Salesiana "Puerto Alegre" encabezada por el monseñor Sosa Gaona. estos se dedicaban a la explotación forestal, la madera era transportada hasta el Puerto Alegre ubicada sobre el río Paraguay, para su traslado a la Argentina.
Así estos madereros fueron los primeros en asentarse en la zona, ocuparon una propiedad privada, más tarde fueron desalojados y pasaron a ocupar una zona fiscal, cercana a la laguna Ybycuá. Paulatinamente empezó a poblarse, especialmente por familias de empleados de establecimientos ganaderos cercanos y agricultores. Estas pocas familias formaron una comisión vecinal y con ayuda de militares fundaron una colonia que sería conocida comúnmente pero no de manera oficial "laguna Ybycua".
Ya durante el gobierno del presidente Alfredo Stroessner, alrededor de 1955 pasó a denominarse oficialmente "Colonia San Alfredo" en honor a dicho presidente que recién había asumido el cargo. Así la colonia San Alfredo formó parte del distrito de Concepción, hasta el 25 de abril del año 2013, fecha en el que se aprobó la Ley N° 4927/13 Que establece que la colonia San Alfredo, ubicada el departamento de Concepción, pasa a ser distrito de San Alfredo, constituyéndose en una comunidad autónoma con gobierno municipal propio.

## Geografía
San Alfredo está ubicada en el departamento de Concepción, a 494 km de Asunción, 78 km de Concepción la capital departamental. Cuenta con 2392 km² de extensión. Limita al norte con el distrito de San Lázaro, al sur con el distrito de Concepción, al este con los distritos de Paso Barreto y San Carlos; y al oeste con el departamento de Presidente Hayes.

## Clima
En verano, la temperatura máxima es de 40 °C, la mínima llega a los 2 °C, la media es de 24 °C. Los meses más lluviosos son de noviembre a enero y los más secos son de junio a agosto. Los vientos predominantes son del norte, este y sureste, las lluvias son abundantes en el verano y los inviernos son en general secos.

## Economía
Se basa principalmente en la explotación forestal, agrícola y ganadera. Además posee plantas de calerías en compañías como Itacuá, Guyratí e Itapucumí. Las fuentes de empleo de la población constituyen además las instituciones públicas y privadas (estancias, aserraderos, entre otros). Los pobladores que viven en la zona ribereña del distrito se dedican a la pesca.

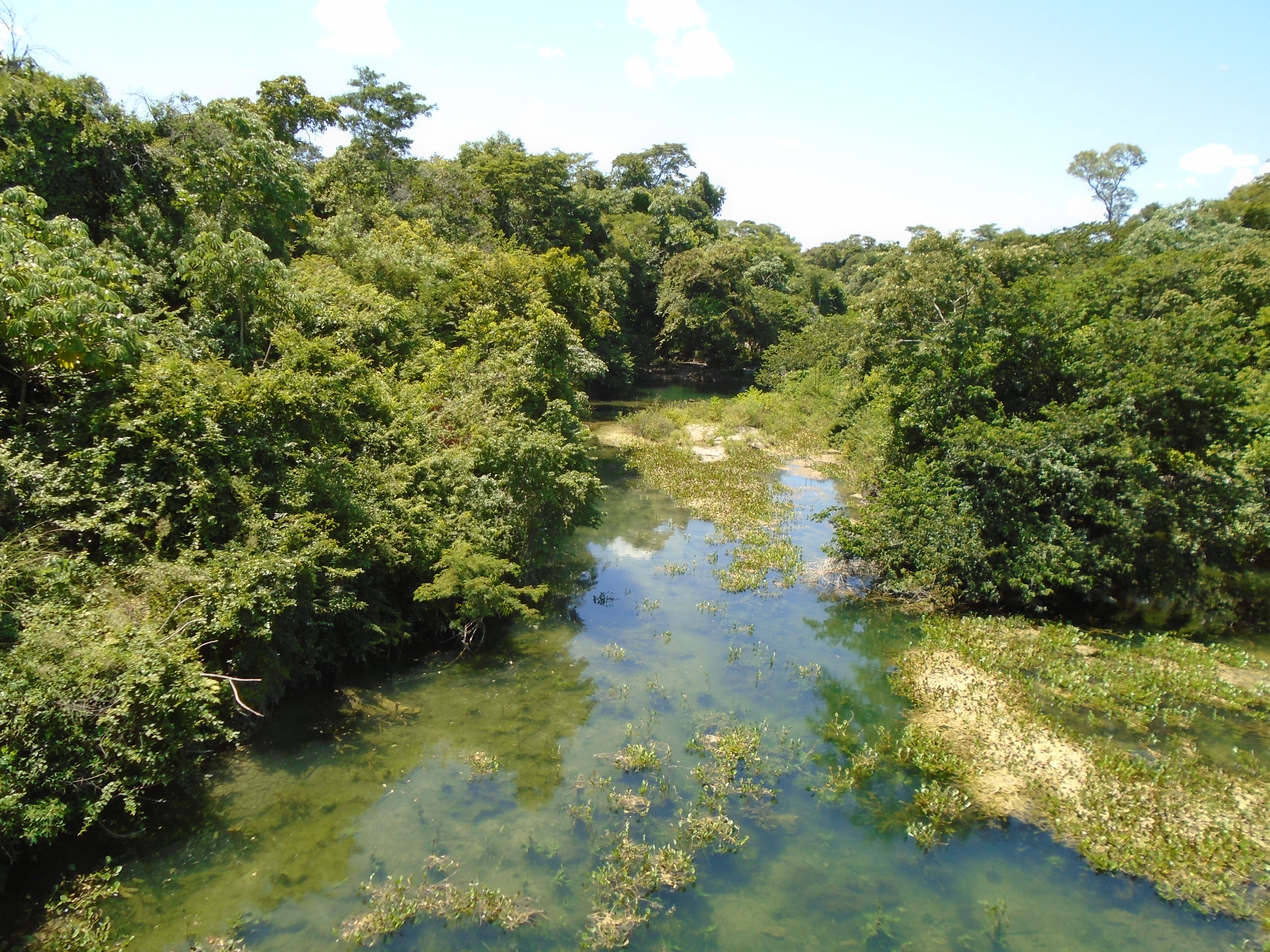
Río Tagatiya-mí (distrito de San Alfredo, departamento de Concepción).

## Turismo
La principal atracción turística que tiene San Alfredo es el Tagatiyá, un arroyo de aguas transparentes que corre sobre un lecho calcáreo y esta rodeado de exuberante vegetación, se puede observar una variedad inmensa de árboles, tacuaras y helechos. Tiene zonas de playa con arena blanca muy frecuentadas por bañistas especialmente en los días calurosos. La transparencia es ideal para realizar actividades como snorkell y observar de cerca las maravillas de la naturaleza y la variedad de peces que hay en sus cristalinas aguas. Además, se pueden realizar, paseos a caballo, tirolesa y senderismo. se ofrece alojamiento en establecimientos cercanos, con cabañas rústicas y áreas de camping.